# 管苞省藤
管苞省藤（学名：Calamus siphonospathus）为棕榈科省藤属下的一个种。

## 扩展阅读
- 維基物種上的相關：管苞省藤